# Somatrichus unifasciatus
Somatrichus unifasciatus är en skalbaggsart som först beskrevs av Pierre François Marie Auguste Dejean 1831.  Somatrichus unifasciatus ingår i släktet Somatrichus och familjen jordlöpare. Inga underarter finns listade i Catalogue of Life.